# Imatinib

Strukturformel

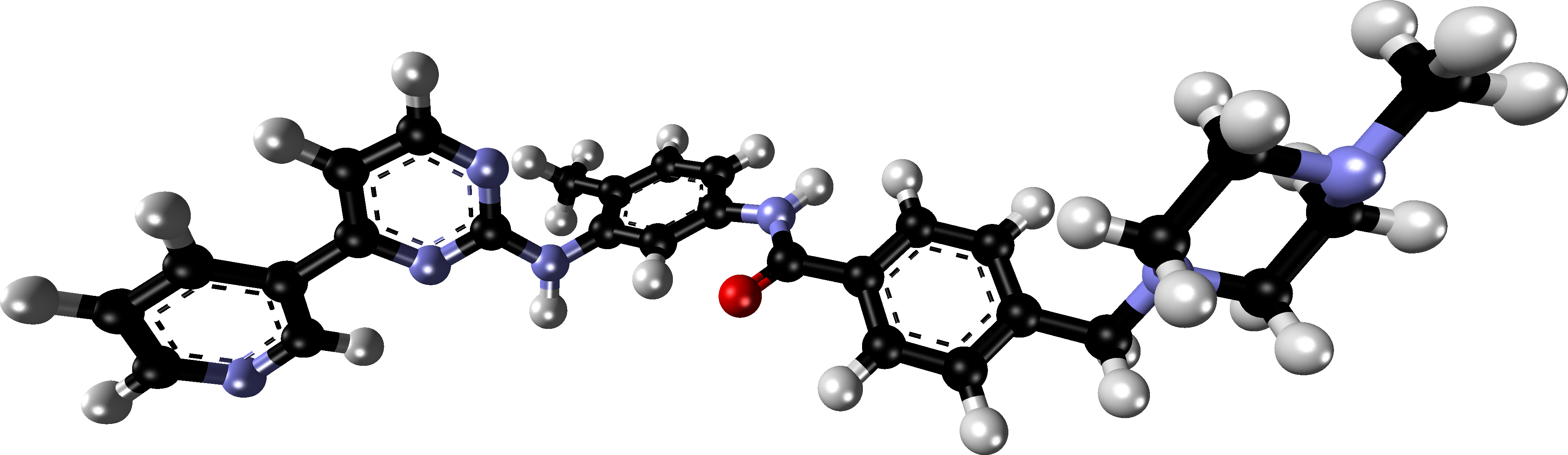
Molekylmodell

Imatinib som marknadsförs av Novartis med handelsnamnet Gleevec (Kanada, Sydafrika och USA) eller Glivec (Australien, Europa samt Sydamerika) och ibland med utprovningsnamnet STI-571, är en tyrosinkinashämmare som används vid behandling av flera cancerformer, särskilt Philadelphiakromosom-positiv (Ph+) kronisk myeloisk leukemi (KML) och gastrointestinal cancer, samt andra cancertyper. 

## Verkningsmekanismer
För att en cell skall överleva behöver den signaler via proteiner (signalkaskader) så att den kan hålla sig vid liv. En del proteiner i den kaskaden använder en fosfatgrupp som ’’strömbrytare’’. Denna fosfatgrupp skapas genom fosforylering av ett tyrosinkinasenzym. Hos friska celler slås dessa tyrosinkinasenzymer av och på efter behov. Men i Ph-positiva KML-celler har ett tyrosinkinasenzym, BCR-Abl, fastnat i «på»-positionen och fortsätter att producera fosfatgrupper. Imatinib blockerar detta BCR-ABL enzym genom att binda till dess ATP-bindande ficka vilket förhindrar att det tillverkar ytterligare fosfatgrupper. Resultatet blir att dessa celler slutar att växa och de dör i en celldöds-process (apoptos). Eftersom BCR-ABL-tyrosinkinas-enzymet bara finns i cancerceller och inte i friska celler, verkar Imatinib som målinriktad terapi—endast cancerceller dödas av detta läkemedels verkan. I detta sammanhang var Imatinib ett av de första medlen som kunde visa på potentialen för målinriktade aktiviteter i cancer-terapi. Det omtalas ofta som ett paradigm för forskning om cancerbehandling.

## Ökad median för överlevnadstiden
Utvecklingen av Imatinib och andra, relaterade, läkemedel med liknande verknings-mekanismer har lett till en nästad dubblad överlevnadsfrekvens (räknat efter fem år) för personer med kronisk myelogen leukemi (KML). Från 31 procent 1993, vilket var innan Imatinib blev godkänt av U.S. Food and Drug Administration (FDA) 2001, till 59 procent för de som blev diagnosticerade mellan 2003 och 2009.
Jämfört med äldre läkemedel har Imatinib en relativt godartad biverkningsprofil, sådan att många patienter kan leva ett i stort sett normalt liv. Medianen för överlevnadstiden för personer som behandlas med läkemedlet på grund av gastrointestinala stromala tumörer är nästan fem år, vilket kan jämföras med nio till 20 månader innan imatinib var tillgängligt.